# Tethina lisae
Tethina lisae är en tvåvingeart som beskrevs av Foster 1998. Tethina lisae ingår i släktet Tethina och familjen Canacidae.
Artens utbredningsområde är Jamaica. Inga underarter finns listade i Catalogue of Life.